# جفين البيشي
جفين البيشي هو جفين علي جفين علي السعدي الملقب من جماهير الاهلي بـ جفين البيشي ولد يوم 1 مايو 1987 لاعب كرة قدم سعودي يلعب في مركز قلب الدفاع تدرج في الفئات السنية لنادي الاهلي ولعب في المنتخبات السنية السعودية ناشئين وللشباب والمنتخب الأولمبي
لعب لأندية الأهلي و الرائد و التعاون و أحد .

## إنجازاته مع الأهلي السعودي
- كأس الأمير فيصل بن فهد عآم 2007 من امام نادي الاتحاد
- كأس ولي العهد عام 2007 من امام نادي الاتحاد
- كأس الاندية الخليجية لكره القدم عام 2009 من امام نادي النصر
- كأس خادم الحرمين الشريفين للاندية الأبطال عام 2011 من امام نادي الاتحاد
- كأس خادم الحرمين الشريفين للاندية الأبطال عام 2012 من امام نادي النصر[1]

## روابط خارجية
- جفين البيشي على موقع قاعدة بيانات كرة القدم.إي يو (الإنجليزية)
- جفين البيشي على موقع ناشيونال فوتبول تيمز (الإنجليزية)
- جفين البيشي على موقع Soccerway.com (الإنجليزية)